# Ti Rocher (Castries)
Ti Rocher ist ein Ort im Quarter (Distrikt) Castries im Westen des Inselstaates St. Lucia in der Karibik. 

## Geographie
Der Ort liegt auf der Höhe über Castries, auf dem Bergkamm, der das Becken von Castries vom Tal des Cul de Sac trennt. Im Umkreis erheben sich die Gipfel von Mount du Chazeau und Gros Morne. Im Umkreis liegen die Orte Bocage (N), Guesneau (SO), Trois Piton (W) und Four Roads Junction (Quatre Chemins, W).

## Klima
Nach dem Köppen-Geiger-System zeichnet sich Ti Rocher durch ein tropisches Klima mit der Kurzbezeichnung Af aus.